# Matthias Corvinus-monument

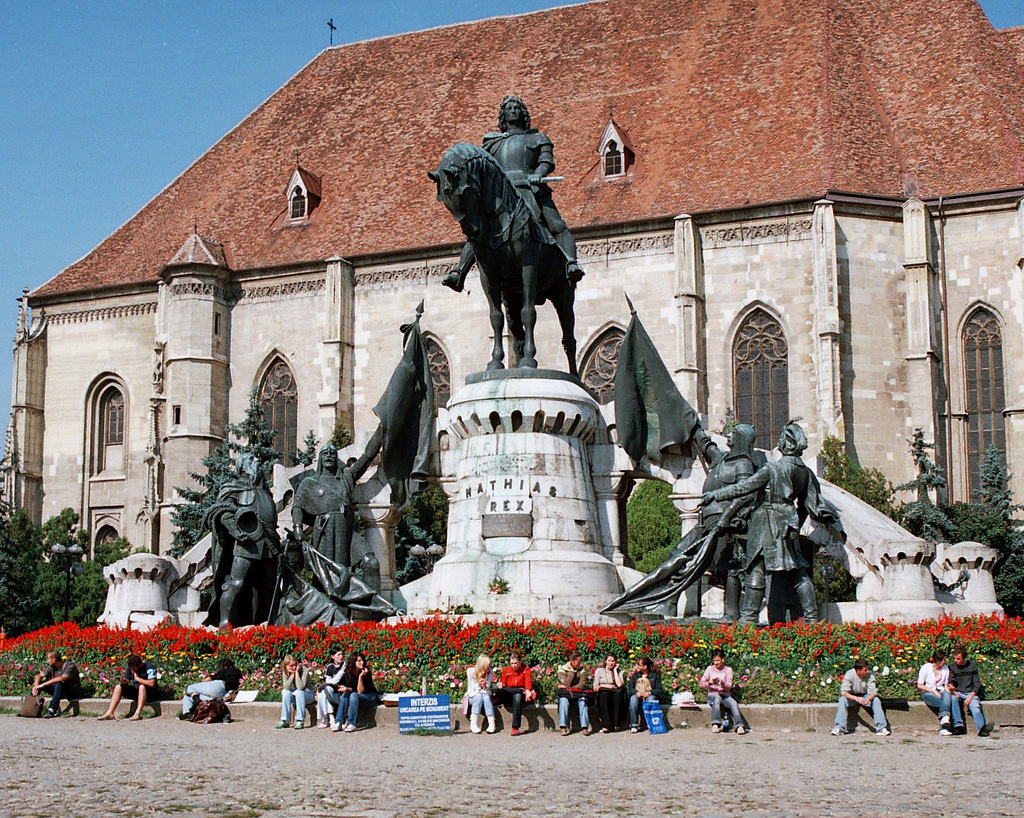
Het Matthias Corvinus-monument vlak voor de Sint-Michielskerk

Het Matthias Corvinus-monument (Roemeens: Monumentul Matia Corvin, Hongaars: Mátyás király emlékmű) is een monument in de Roemeense stad Cluj-Napoca.
Het monument, dat de Hongaarse koning en in Cluj-Napoca geboren Matthias Corvinus voorstelt, werd ontworpen door János Fadrusz en werd ingehuldigd in 1902. Het is erkend als een historisch monument.
Het stadsbestuur van Kolozsvár, de Hongaarse naam voor Cluj-Napoca dat toen in Hongarije lag, besloot in 1882 tot het oprichten van een monument ter ere van Matthias Corvinus. Het ontwerp van Fadrusz werd unaniem aangenomen in 1894, en won een eerste prijs op de wereldtentoonstelling van 1900 in Parijs.
Het ruiterstandbeeld van Matthias Corvinus wordt geflankeerd door vier andere sculpturen. Van links naar rechts stellen deze standbeelden de volgende grootofficieren voor: 
- Balázs Magyar († 1490), vojvoda van Zevenburgen
- Pál Kinizsi († 1494), gespan van Temes
- István Szapolyai of Zápolya († 1499), palatijn van Hongarije
- István Báthory († 1493), opperste tafelmeester, opperste landrechter en vojvoda van Zevenburgen

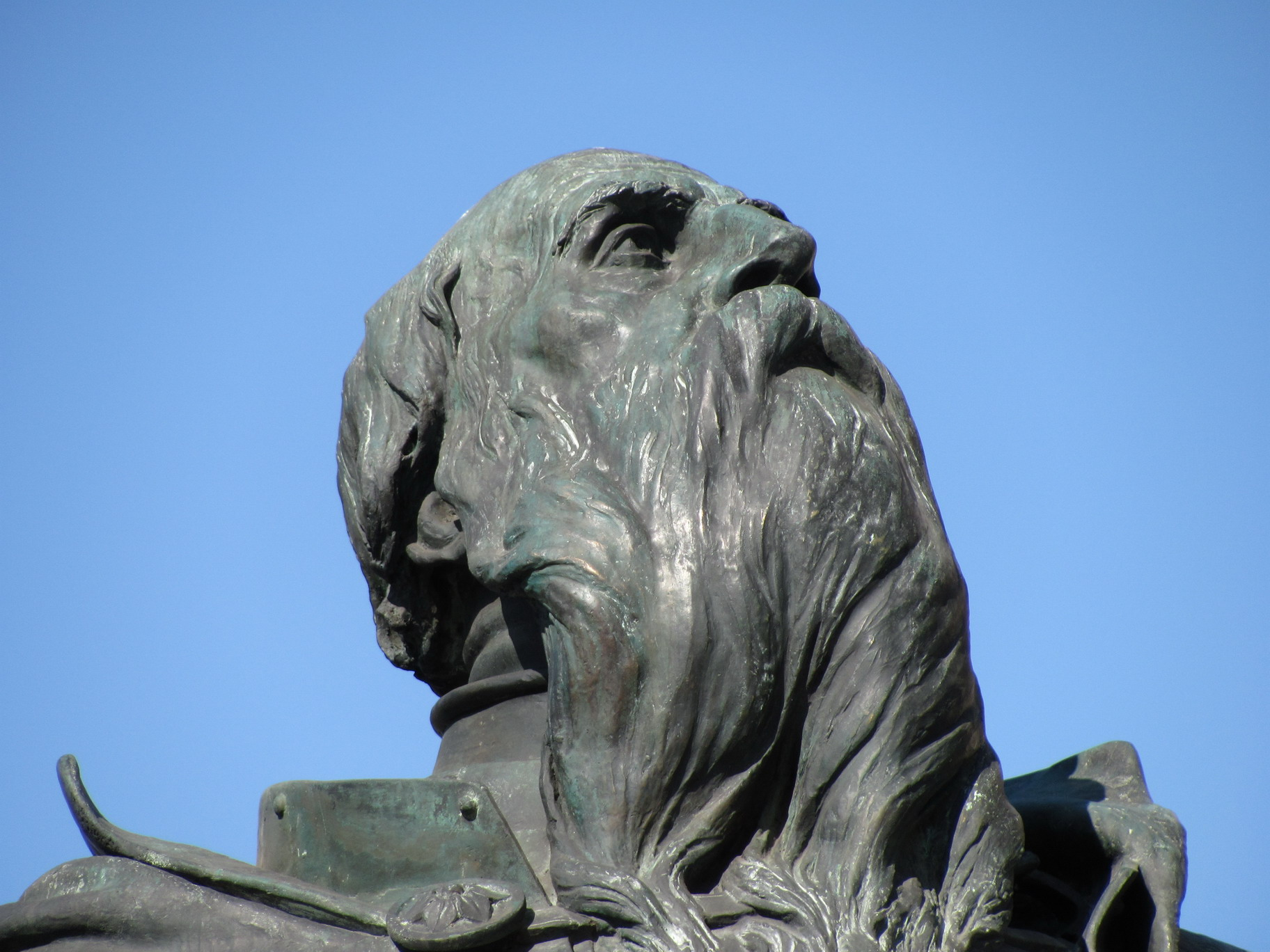
Balázs Magyar
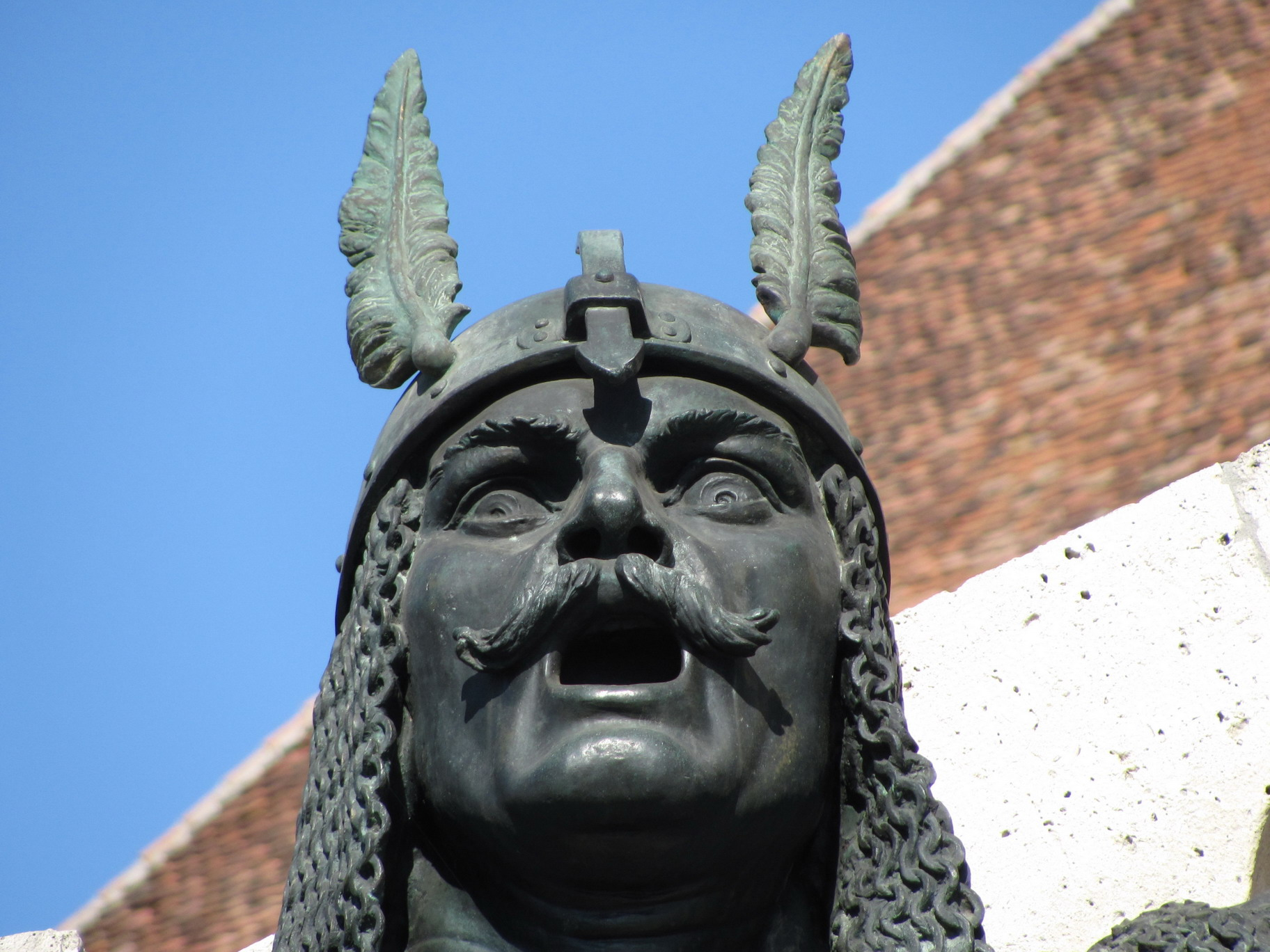
Pál Kinizsi
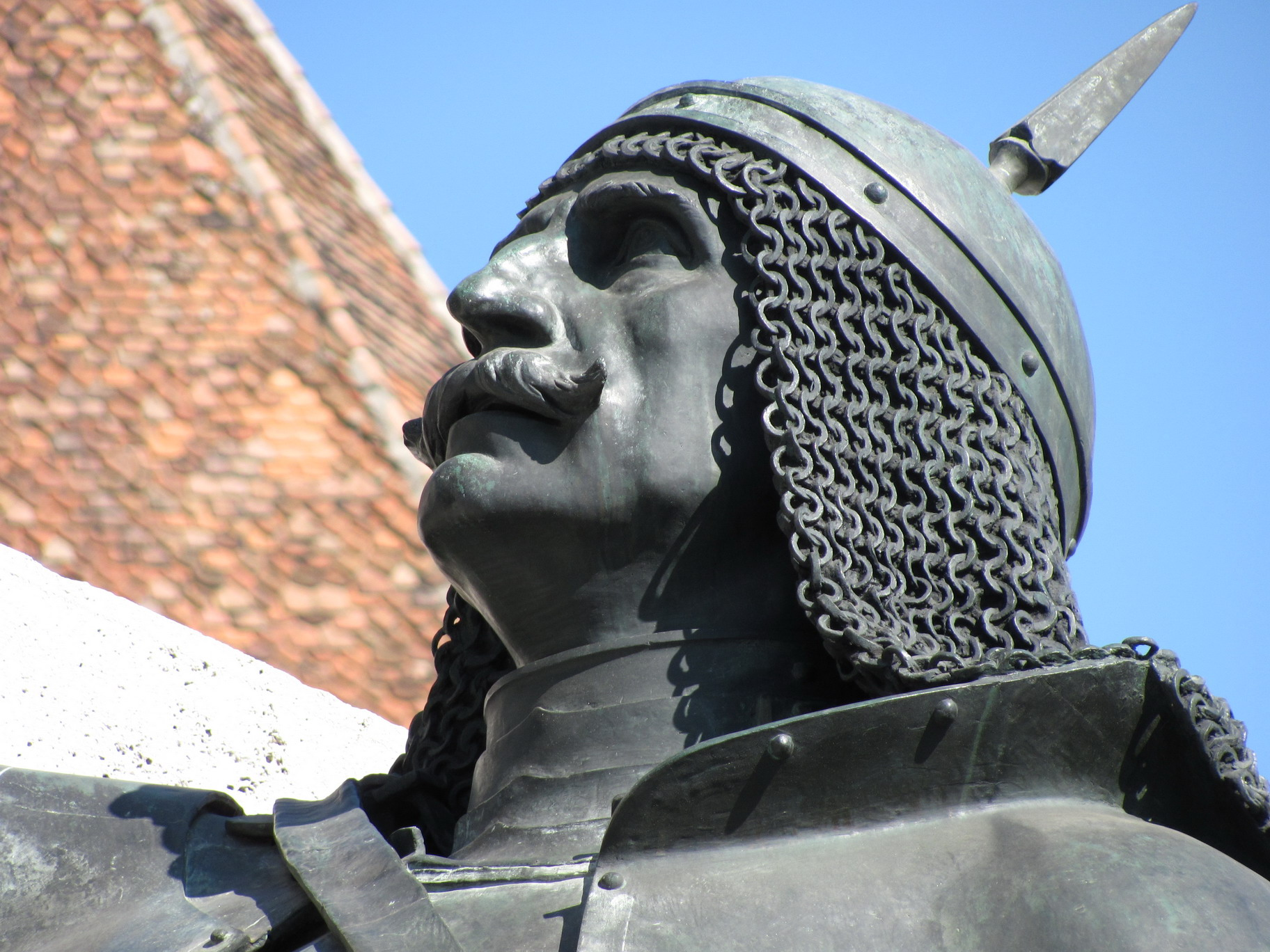
István Szapolyai
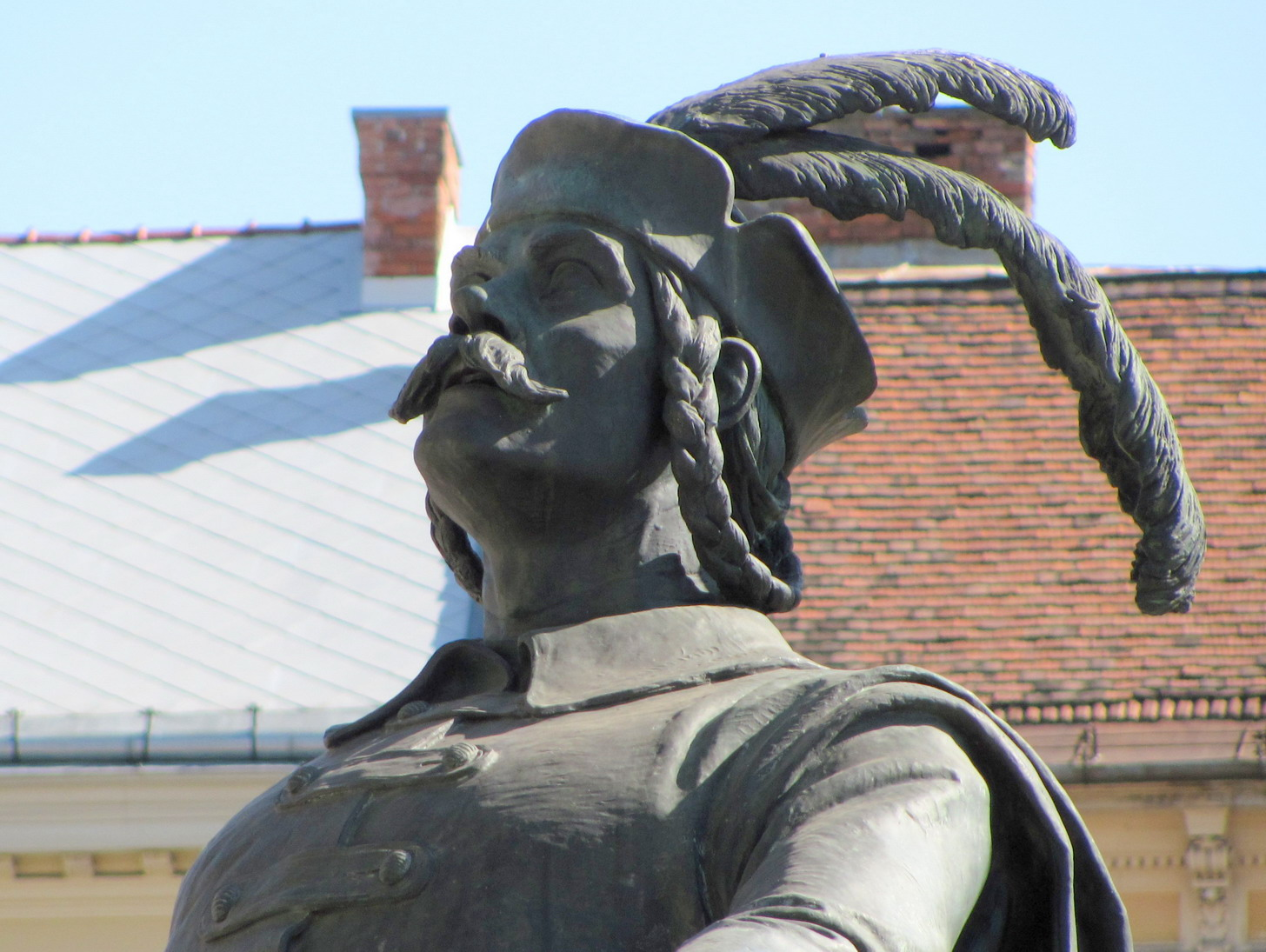
István Báthory